# Michiko Tanaka
Michiko Tanaka,  (田中 路子?, Tanaka Michiko) (Tokyo, 15 luglio 1913 – Monaco di Baviera, 18 maggio 1988), è stata un'attrice e cantante giapponese.

## Biografia

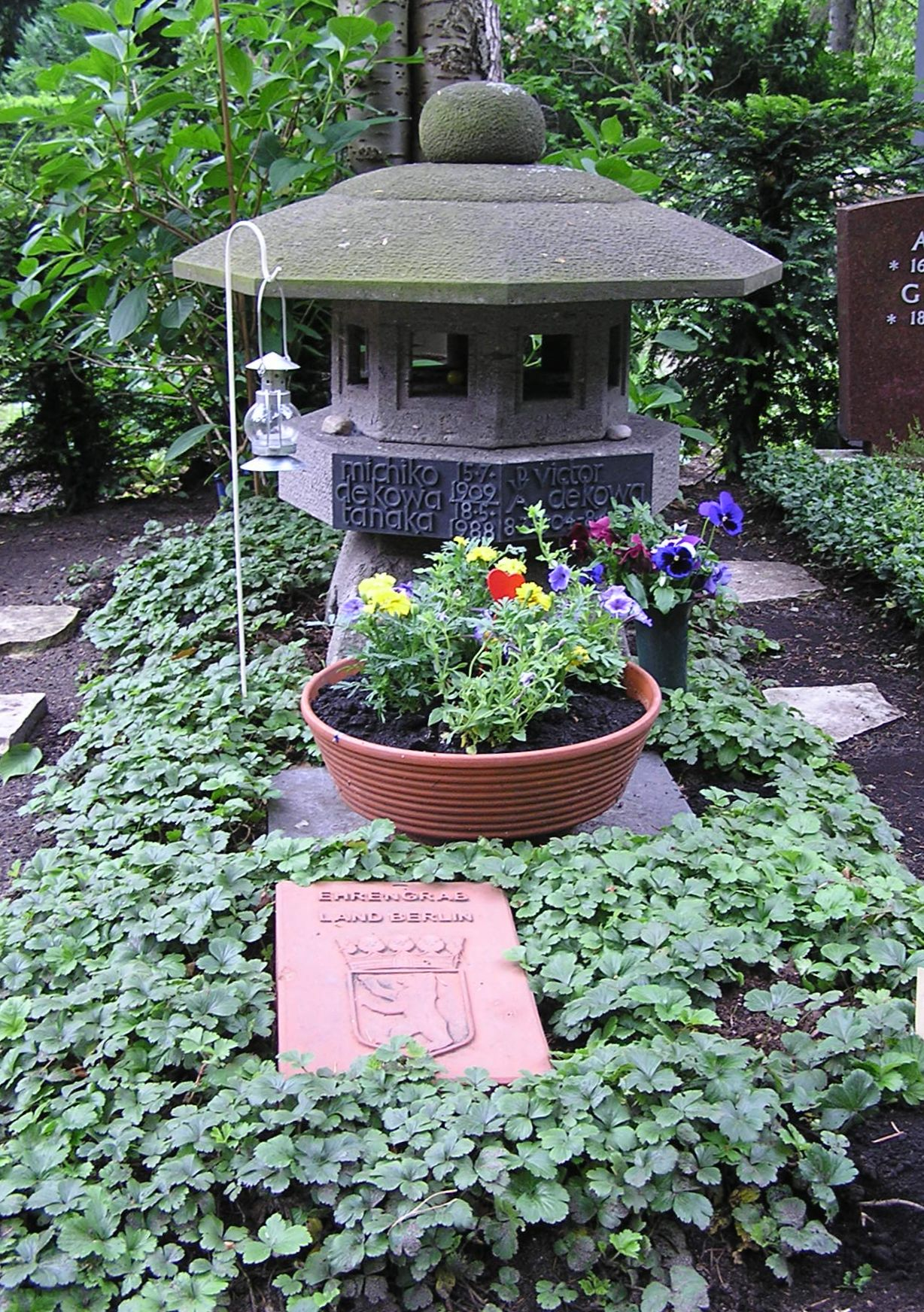
La tomba di Michiko Tanaka nel cimitero Friedhof Heerstraße di Berlino

Attrice, cantante e insegnante di musica, Michiko Tanaka nacque a Tokyo in una famiglia di pittori. Dopo gli studi a Hiroshima, nel 1929 si trasferì a Vienna per studiare violino e canto e nel 1931 sposò Julius Meinl II, erede del magnate austriaco del caffè Julius Meinl. Nel 1930 fece il suo esordio a teatro nella commedia musicale The Geisha, di Sidney Jones e Owen Hall, con cui ottenne un notevole successo e che le permise di fare tour a Buenos Aires e altre città.
Il debutto al cinema avvenne nel 1935 con Ultimo amore di Fritz Schulz, nel quale fu accreditata come Michiko Meinl, e l'anno successivo recitò al Theater an der Wien nell'operetta Dschainah, das Mädchen aus dem Tanzhaus, scritta per lei dal compositore ungherese Paul Abraham. Trasferitasi a Parigi, la MGM le offrì il ruolo della contadina cinese O-Lan nel film La buona terra di Sidney Franklin. La comunità cinese locale insorse contro la decisione di far interpretare il personaggio ad una donna giapponese e Michiko non ottenne la parte, interpretata poi dalla tedesca Luise Rainer che si aggiudicò l'Oscar come migliore attrice.
Dopo il divorzio da Julius Meinl II e altri due film girati a Parigi, Yoshiwara, il quartiere delle geishe di Max Ophüls e Il tiranno del Tibet di Richard Oswald, Michiko conobbe l'attore tedesco Victor de Kowa che sposò nel 1941 e con il quale si trasferì a Berlino. Terminata la seconda guerra mondiale, dopo 11 anni di assenza dal grande schermo tornò a recitare in Anonyme Briefe di Arthur Maria Rabenalt (1949), Scandalo all'ambasciata di Erik Ode (1950) e Madama Butterfly di Carmine Gallone (1954), nel quale interpretò il ruolo di Suzuki.
Nel 1958 fece parte della giuria internazionale dell'8ª edizione del Festival di Berlino. Dopo la morte di Victor de Kowa, avvenuta nel 1973, si dedicò alla pedagogia musicale prima di ritirarsi a Monaco dove morì nel maggio 1988.
È sepolta nel cimitero Friedhof Heerstraße di Berlino, nel distretto di Charlottenburg-Wilmersdorf.

## Filmografia
- Ultimo amore (Letzte Liebe), regia di Fritz Schulz (1935)
- Dschainah, das Mädchen aus dem Tanzhaus, regia di Vilmos Gyimes (1935)
- Yoshiwara, il quartiere delle geishe (Yoshiwara), regia di Max Ophüls (1937)
- Il tiranno del Tibet (Tempête sur l'Asie), regia di Richard Oswald (1938)
- Anonyme Briefe, regia di Arthur Maria Rabenalt (1949)
- Scandalo all'ambasciata (Skandal in der Botschaft), regia di Erik Ode (1950)
- Madama Butterfly, regia di Carmine Gallone (1954)
- Begegnung in Singapur, regia di Gustav Burmester (1958) - Film Tv
- Amai yoru no hate, regia di Yoshishige Yoshida (1961)
- Bis zum Ende aller Tage, regia di Franz Peter Wirth (1961)